# Gegunung
Gegunung is een bestuurslaag in het regentschap Cirebon van de provincie West-Java, Indonesië. Gegunung telt 4278 inwoners (volkstelling 2010).